# Liste der Kulturdenkmale in Sargstedt
Die Liste der Kulturdenkmale in Sargstedt enthält die Kulturdenkmale des Landesamtes für Denkmalpflege und Archäologie in Sachsen-Anhalt im Ortsteil Sargstedt der Gemeinde Halberstadt und ist eine Teilliste der Liste der Kulturdenkmale in Halberstadt. Grundlage ist das Denkmalverzeichnis des Landes Sachsen-Anhalt, das auf Basis des Denkmalschutzgesetzes des Landes Sachsen-Anhalt, welches am 21. Oktober 1991 durch das Landesamt erstellt und seither laufend ergänzt wurde (Stand: 31. Dezember 2022).

## Kulturdenkmale
| Lage                                                          | Bezeichnung              | Beschreibung                                                                                     | Erfassungs- nummer | Ausweisungsart                              | Bild           |
| ------------------------------------------------------------- | ------------------------ | ------------------------------------------------------------------------------------------------ | ------------------ | ------------------------------------------- | -------------- |
| Dorfstraße (Karte)                                            | Warte                    | Steinwarte aus dem 15. Jahrhundert Am Waldrand (Huy) Richtung Nordwest, 2 km vom Dorfmittelpunkt | 094 02235          | Baudenkmal                                  | Weitere Bilder |
| Dorfstraße 7 (Karte)                                          | Bauernhaus               |                                                                                                  | 094 02234          | Baudenkmal                                  | Weitere Bilder |
| Dorfstraße 18 (Karte)                                         | Schule                   |                                                                                                  | 094 00834          | Baudenkmal                                  | Weitere Bilder |
| Dorfstraße 21 (Karte)                                         | Bauernhaus               |                                                                                                  | 094 02227          | Baudenkmal                                  | Weitere Bilder |
| Dorfstraße 26 (Karte)                                         | Pfarrwitwenhaus          |                                                                                                  | 094 02226          | Baudenkmal                                  | Weitere Bilder |
| Dorfstraße 28, 29 (Karte)                                     | Bauernhaus               |                                                                                                  | 094 02224          | Baudenkmal                                  | Weitere Bilder |
| Dorfstraße 28, 29 (Karte)                                     | St. Stephanus            | Kirche                                                                                           | 094 02225          | Baudenkmal                                  | Weitere Bilder |
| Dorfstraße 28, 29; auf dem Kirchhof von St. Stephanus (Karte) | Kriegerdenkmal Sargstedt | Kriegerdenkmal                                                                                   | 094 02225 001      | Teilobjekt eines Baudenkmals - Kleindenkmal | Weitere Bilder |
| Dorfstraße 34 (Karte)                                         | Scheune                  |                                                                                                  | 094 02703          | Baudenkmal                                  | Scheune        |
| Halberstädter Straße 14 (Karte)                               | Gasthof                  |                                                                                                  | 094 02228          | Baudenkmal                                  | Weitere Bilder |
| Hauptstraße (Karte)                                           | Friedhof                 |                                                                                                  | 094 02231          | Denkmalbereich                              | Weitere Bilder |
| Hauptstraße 3 (Karte)                                         | Wohn- und Geschäftshaus  |                                                                                                  | 094 02229          | Baudenkmal                                  | Weitere Bilder |
| Hauptstraße 9 (Karte)                                         | Bauernhaus               |                                                                                                  | 094 02230          | Baudenkmal                                  | Bauernhaus     |
| Holzberg 7 (Karte)                                            | Bauernhof                | Kossatenhaus m.Hofanlage                                                                         | 094 02236          | Baudenkmal                                  | Weitere Bilder |
| Halberstädter Straße (Karte)                                  | Mühle                    | Bockwindmühle an der Straße nach Aspenstedt                                                      | 094 02233          | Baudenkmal                                  | Weitere Bilder |
| Thieberg 3 (Karte)                                            | Villa                    | Villa inkl. Gebäude davor                                                                        | 094 02232          | Baudenkmal                                  | Weitere Bilder |

## Legende
In den Spalten befinden sich folgende Informationen:
- Lage: Nennt den Straßennamen und wenn vorhanden die Hausnummer des Kulturdenkmals. Die Grundsortierung der Liste erfolgt nach dieser Adresse. Der Link „Karte“ führt zu verschiedenen Kartendarstellungen und nennt die geographischen Koordinaten.
Link zu einem Kartenansichtstool, um Koordinaten zu setzen. In der Kartenansicht sind Baudenkmale ohne Koordinaten mit einem roten bzw. orangen Marker dargestellt und können in der Karte gesetzt werden. Baudenkmale ohne Bild sind mit einem blauen bzw. roten Marker gekennzeichnet, Baudenkmale mit Bild mit einem grünen bzw. orangen Marker.
- Offizielle Bezeichnung: Nennt den Namen, die Bezeichnung oder zumindest die Art des Kulturdenkmals und verlinkt, soweit vorhanden, auf den Artikel zum Objekt.
- Beschreibung: Nennt bauliche und geschichtliche Einzelheiten des Kulturdenkmals, vorzugsweise die Denkmaleigenschaften.
- Erfassungsnummer: Für jedes Kulturdenkmal wird in Sachsen-Anhalt eine 20stellige Erfassungsnummer vergeben. Die letzten zwölf Ziffern werden für die Untergliederung nach Teilobjekten genutzt und werden nur angegeben, soweit vergeben. In dieser Spalte kann sich folgendes Icon  befinden, dies führt zu Angaben zu diesem Baudenkmal bei Wikidata.
- Ausweisungsart: Die Einordnung des Denkmales nach § 2 Abs. 2 DenkmSchG LSA
- Bild: Ein Bild des Denkmales, und gegebenenfalls einen Link zu weiteren Fotos des Kulturdenkmals im Medienarchiv Wikimedia Commons. Wenn man auf das Kamerasymbol klickt, können Fotos zu Kulturdenkmalen aus dieser Liste hochgeladen werden: